# Women's Library
La Women's Library est une bibliothèque sur les femmes et les mouvements de femmes en faveur du droit de vote des femmes au Royaume-Uni durant les XIXe et XXe siècles. La première collection remonte au milieu des années 1920, tandis que le premier fonds intégré est celui constitué par Ruth Cavendish Bentinck en 1909. Depuis 2013, la bibliothèque est sous la responsabilité de la London School of Economics (LSE), qui gère la collection au sein de la British Library of Political and Economic Science dans un espace dédié, connu sous le nom de Women's Library @ LSE.

## Histoire

### London Society for Women's Suffrage / Fawcett Society
La Women's Library plonge ses racines dans la London Society for Women's Suffrage, un groupe créé en 1867 pour faire campagne pour le droit de vote. La première collection est constituée du fonds documentaire Cavendish-Bentinck fondée en 1909 par Ruth Cavendish Bentinck. La collection est organisée par la première bibliothécaire, Vera Douie, à partir de 1926 comme Women's Service Library.
La bibliothèque est alors hébergée dans un ancien pub à Marsham Street, Westminster, transformé dans les années 1930 en centre pour femmes. Les membres de la société et de la bibliothèque comprenaient des écrivains tels que Vera Brittain et Virginia Woolf, ainsi que des personnalités politiques, notamment Eleanor Rathbone. Virginia Woolf notamment s'investit à partir de novembre 1938 dans la campagne de dons en faveur de la bibliothèque et travaille à la bibliothèque durant sa préparation de son livre Trois guinées.
Le bâtiment est endommagé par le blitz en 1940 et la bibliothèque n'a plus de site jusqu'en 1957, date à laquelle elle s'installe sur la Wilfred Street, près de la gare de Londres-Victoria. La société et la bibliothèque avaient changé de nom pour devenir la Fawcett Society et la Fawcett Library, en hommage à Millicent Fawcett et sa fille, Philippa Fawcett.

### Women's Library
En 1977, elle est repris par la City of London Polytechnic.
Un projet est alors lancé pour améliorer le dépôt et l'accès à la bibliothèque. En 1998, le Heritage Lottery Fund a accordé une subvention de 4,2 millions de livres à l'Université pour un nouveau bâtiment de bibliothèque. Le site choisi est une ancienne blanchisserie, située dans Old Castle Street, Aldgate, dans l'East End de Londres. La nouvelle institution ouvre ses portes en février 2002, sous son nom actuel de Women's Library. Elle dispose d'une salle de lecture, d'une salle d'exposition, de plusieurs salles pour des activités éducatives et d'un espace de stockage pour ses collections. Le projet reçoit un prix du Royal Institute of British Architects.
Sous les auspices de la London Metropolitan University, la bibliothèque reçoit des expositions sur des thématiques qui concernent les femmes. Ainsi, son programme d'exposition et d'éducation sur la prostitution a été sélectionné pour le prix Gulbenkian 2007. Elle propose des conférences publiques, des projections de films, des visites guidées et travaille avec les écoles et les associations locales.

### Nouveau site à la London School of Economics

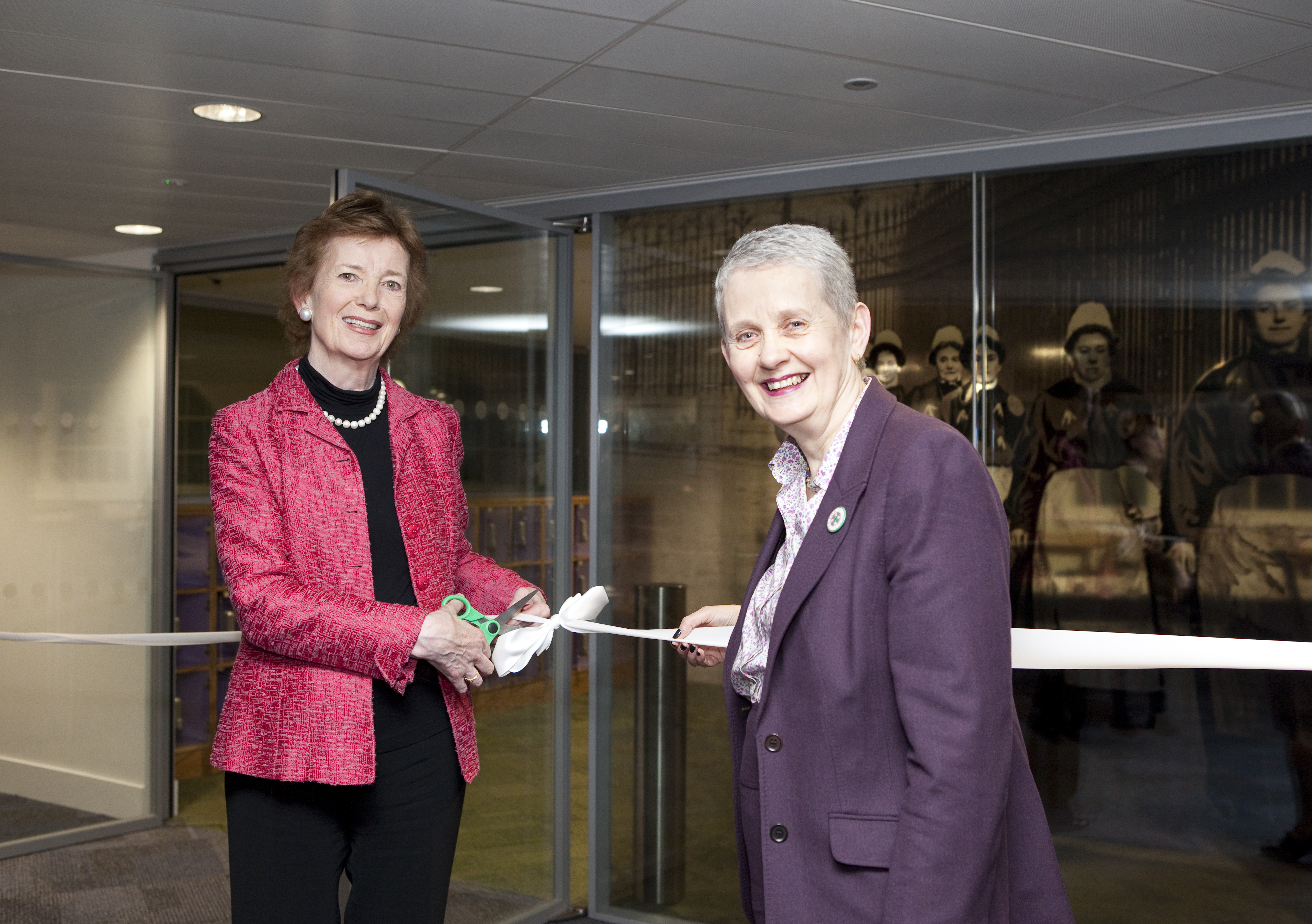
Mary Robinson et Elizabeth Chapman lors de l'inauguration le 12 mars 2014.

Au printemps 2012, la bibliothèque doit trouver de nouveaux locaux, et une mobilisation importante en sa faveur se déroule, notamment sous la forme d'une pétition.
La London School of Economics propose un projet qui assure la préservation, le maintien et le développement des collections en tant qu'entité individuelle au sein de la British Library of Political and Economic Science, avec une salle de lecture et un espace d'archivage dédiés.Les nouveaux locaux sont inaugurés le 12 mars 2014 en présence de Mary Robinson.

## Description
Les collections imprimées de la bibliothèque contiennent plus de 60 000 livres et brochures, plus de 3 500 titres de périodiques et plus de 500 zines. Il s'agit de travaux scientifiques sur l'histoire des femmes, de biographies, de publications institutionnelle, d'ouvrages de littérature et de coupures de presse.
La collection du musée de la Bibliothèque contient plus de 5 000 objets, une centaine de bannières suffragistes, des photographies, des affiches, badges, pièces textiles et céramiques. Elle conserve également des archives personnelles et organisationnelles.
En février 2007, les collections ont été distinguées pour leur « importance nationale et internationale exceptionnelle ». En 2011, les objets liés au suffrage féminien détenus à la bibliothèque ont été inscrits dans le UK Memory of the World Register de l'UNESCO comme faisant partie du « patrimoine documentaire du mouvement suffragiste britannique 1865-1928 ».